# Mountain Dale
Mountain Dale es un área no incorporada (o aldea) ubicada en el condado de Sullivan en el estado estadounidense de Nueva York. Tiene una altura de 308 m sobre el nivel del mar.

## Geografía
Mountain Dale se encuentra ubicado en las coordenadas 41°41′22″N 74°31′53″O / 41.68944, -74.53139.